# Romamor
Pour plus de détails, voir Fiche technique et Distribution.
Romamor est un film français réalisé par Joseph Morder sorti en 1992.

## Synopsis
Un cinéaste Mark filme toute son histoire d’amour avec Sandra, peintre à Paris.
La présence continuelle de la caméra devient de plus en plus obsédante pour la jeune peintre qui préfèrerait vivre son amour sans cet objectif de caméra.

## Fiche technique
- Réalisation : Joseph Morder
- Scénario : Joseph Morder
- Durée : 90 minutes
- Pays : France
- Langue : français
- Couleur : Couleur
- Société : 5 continents

## Distribution
- Françoise Michaud
- Joseph Morder